# Typhlosaurus caecus
Typhlosaurus caecus là một loài thằn lằn trong họ Scincidae. Loài này được Cuvier mô tả khoa học đầu tiên năm 1817.